# Campionati italiani di triathlon cross country del 2019
I Campionati italiani di triathlon cross country del 2019 (XV edizione) sono stati organizzati dalla Federazione Italiana Triathlon e si sono tenuti a Lavarone in Trentino-Alto Adige, in data 1º settembre 2019.
Tra gli uomini ha vinto Riccardo Ridolfi (T.D. Rimini), mentre la gara femminile è andata a Sandra Mairhofer (Granbike Triathlon).

## Risultati

### Élite uomini
| Pos. | Atleta                       | Società sportiva     | Nuoto    | Bici     | Corsa    | Totale   |
| ---- | ---------------------------- | -------------------- | -------- | -------- | -------- | -------- |
|      | Riccardo Ridolfi             | T.D. Rimini          | 00:14:01 | 01:10:49 | 00:29:54 | 01:56:02 |
|      | Filippo Galli                | Pool Cantù 1999      | 00:13:15 | 01:14:16 | 00:29:41 | 01:58:35 |
|      | Lorenzo Spagnolo             | T41                  | 00:12:20 | 01:15:21 | 00:31:01 | 01:59:46 |
| 4    | Filippo Barazzuol            | Granbike Triathlon   | 00:12:49 | 01:14:41 | 00:31:40 | 02:00:28 |
| 5    | Mattia Zontini               | Raschiani Tri Pavese | 00:12:54 | 01:16:49 | 00:32:27 | 02:03:33 |
| 6    | Andrea Giuseppe Zanenga      | Pool Cantù 1999      | 00:13:10 | 01:18:00 | 00:31:31 | 02:04:03 |
| 7    | Fausto Fognini               | Pool Cantù 1999      | 00:14:43 | 01:14:36 | 00:33:50 | 02:04:21 |
| 8    | Tommaso Gatti                | Pool Cantù 1999      | 00:12:27 | 01:13:43 | 00:38:02 | 02:05:26 |
| 9    | Carlo Gattavecchia           | Pool Cantù 1999      | 00:13:17 | 01:16:56 | 00:33:52 | 02:05:39 |
| 10   | Francesco Floriano Nicolardi | Raschiani Tri Pavese | 00:11:44 | 01:20:04 | 00:32:43 | 02:05:55 |
| 11   | Giovanni Maiello             | Virtus               | 00:16:30 | 01:17:04 | 00:30:07 | 02:06:00 |
| 12   | Marco Tosi                   | Ivars B3L Triathlon  | 00:15:11 | 01:22:09 | 00:30:25 | 02:09:51 |
| 13   | Samuele Gobbo                | A3 Triathlon         | 00:12:29 | 01:22:53 | 00:33:03 | 02:09:58 |
| 14   | Matteo Violi                 | Granbike Triathlon   | 00:12:48 | 01:21:12 | 00:35:09 | 02:10:30 |
| 15   | Enrico Pedron                | Padova Triathlon     | 00:14:05 | 01:23:15 | 00:33:16 | 02:12:03 |
| 16   | Gianfranco Cucco             | Sai Frecce Bianche   | 00:17:27 | 01:20:21 | 00:33:05 | 02:12:10 |
| 17   | Tancredi Maria Pizzo         | Raschiani Tri Pavese | 00:14:36 | 01:22:41 | 00:33:30 | 02:12:13 |
| 18   | Giuliano Giacomelli          | Fersentri            | 00:15:13 | 01:19:33 | 00:35:44 | 02:12:33 |
| 19   | Walter Polla                 | Triathlon Alto Adige | 00:15:35 | 01:21:37 | 00:33:53 | 02:12:46 |
| 20   | Massimiliano Donati          | +Kuota               | 00:15:44 | 01:20:52 | 00:34:37 | 02:12:49 |

### Élite donne
| Pos. | Atleta                | Società sportiva      | Nuoto    | Bici     | Corsa    | Totale   |
| ---- | --------------------- | --------------------- | -------- | -------- | -------- | -------- |
|      | Sandra Mairhofer      | Granbike Triathlon    | 00:14:45 | 01:29:29 | 00:34:39 | 02:20:32 |
|      | Marta Menditto        | Sai Frecce Bianche    | 00:15:10 | 01:29:31 | 00:37:26 | 02:23:29 |
|      | Monika Rabanser       | Triathlon Alto Adige  | 00:16:44 | 01:34:32 | 00:35:07 | 02:28:25 |
| 4    | Sara Tavecchio        | K3 Cremona            | 00:15:11 | 01:34:45 | 00:38:29 | 02:30:17 |
| 5    | Tatiana Sammartano    | Triathlon Genova      | 00:17:12 | 01:40:44 | 00:40:07 | 02:41:01 |
| 6    | Elisa Nardi           | Granbike Triathlon    | 00:19:39 | 01:39:34 | 00:40:31 | 02:42:14 |
| 7    | Silvia Guerini        | Olimpic Triathlon     | 00:15:46 | 01:49:18 | 00:46:34 | 02:54:58 |
| 8    | Dorotea Viola Gilioli | Velo Sport Carpi      | 00:19:15 | 01:47:54 | 00:49:45 | 02:59:00 |
| 9    | Emanuela Zaetta       | Sportivamente Belluno | 00:19:40 | 01:59:06 | 00:41:26 | 03:02:40 |
| 10   | Monica Casella        | CUS Pro Patria Milano | 00:20:05 | 01:57:43 | 00:47:06 | 03:07:27 |
| 11   | Valentina Capovilla   | Padova Triathlon      | 00:16:11 | 02:03:36 | 00:47:10 | 03:09:11 |
| 12   | Rossana Montorsi      | New Bike              | 00:24:28 | 01:53:55 | 00:47:06 | 03:09:43 |
| 13   | Alexia Bisol          | A3 Triathlon          | 00:17:45 | 01:57:27 | 00:52:21 | 03:09:52 |
| 14   | Laura Schiavon        | Rhodigium Team        | 00:17:38 | 01:57:41 | 00:51:22 | 03:09:54 |
| 15   | Roberta Scarso        | Padova Triathlon      | 00:19:10 | 01:57:35 | 00:52:11 | 03:11:06 |
| 16   | Ilaria Sambo          | CUS Pro Patria Milano | 00:17:50 | 01:58:20 | 00:55:19 | 03:14:53 |
| 17   | Francesca Zenti       | 707                   | 00:17:19 | 02:08:07 | 00:57:47 | 03:25:44 |
| 18   | Paola Marconi         | Modena Triathlon      | 00:20:42 | 02:05:22 | 00:57:09 | 03:27:28 |
| 19   | Virna Stavla          | Padova Triathlon      | 00:19:29 | 02:20:43 | 00:50:00 | 03:32:31 |
| 20   | Luisella Iabichella   | Road Runners          | 00:21:21 | 02:18:33 | 00:57:39 | 03:40:20 |